# Ernst Traser
Ernst Traser (* 4. Januar 1953 in Darmstadt) ist ein ehemaliger deutscher Fußballspieler, der es in der deutschen Fußballnationalmannschaft der Amateure von 1972 bis 1978 auf 23 Einsätze gebracht hat.

## Laufbahn

### Kickers Offenbach, 1971 bis 1973
Zusammen mit seinem Zwillingsbruder Heinz war Ernst Traser aus Wixhausen (bei Darmstadt) in die Jugendabteilung von Kickers Offenbach gekommen. Zur Runde 1971/72 erhielten aus der OFC-Jugend die Traser-Zwillinge und Dieter Hochheimer einen Vertrag für die erste Mannschaft in der Regionalliga Süd. Da zeitgleich mit Bockholt, Held, Kostedde, Meyer und Schmidradner gestandene Profis zum Bieberer Berg wechselten, waren die Einsatzchancen für die Nachwuchstalente unter Trainer Kuno Klötzer überschaubar. Ernst, der kampfstarke und robuste Verteidiger, kam in der Meisterrunde zu zehn Einsätzen in der Regionalliga und wurde in der erfolgreichen Bundesliga-Aufstiegsrunde 1972 dreimal eingewechselt. In den folgenden zwei Runden in der Fußball-Bundesliga kam Ernst Traser unter Trainer Gyula Lóránt nur zu neun Einsätzen. Da keine Besserung bei den Einsätzen zu ersehen war, wechselte er mit seinem Bruder Heinz, der nur zwei Mal für den OFC in der Bundesliga auflief, in der Winterpause der Saison 1973/74 zum 1. FC Saarbrücken in die Regionalliga Südwest.

### 1. FC Saarbrücken, 1973 bis 1985
Sein Debüt für die Saarländer bestritt Ernst Traser am 23. Dezember 1973 beim Nachholspiel der Saarbrücker beim VfB Theley, wobei er als Startelfspieler in der 63. Minute gegen seinen Bruder Heinz ausgewechselt wurde.  Mit den Saarländern gelang den Traser-Zwillingen als Tabellenzweiter zwar die direkte Qualifikation für die 2. Fußball-Bundesliga Gruppe Süd, jedoch belegten sie in der letzten Aufstiegsrunde zur 1. Bundesliga den letzten Platz in ihrer Gruppe, wobei Ernst Traser in allen Spielen eingesetzt wurde. An der Seite seines ehemaligen Mannschaftskameraden aus Offenbach, Egon Schmitt, der sich bereits zur Runde 1973/74 Saarbrücken angeschlossen hatte, gehörte er in der Folgezeit über elf Jahre zu den Defensiv-Garanten des 1. FC Saarbrücken. Als der 1. FC Saarbrücken 1975/76 die Meisterschaft in der 2. Bundesliga und damit den Aufstieg feiern konnte, hatte der stets einsatzfreudige Ernst Traser alle 38 Ligaspiele absolviert und auch noch fünf Tore zum Aufstieg beigesteuert. In der 1. Liga kamen von 1976 bis 1978 24 Spiele hinzu. Nach dem Abstieg blieb der Hesse im Saarland beim 1. FCS und machte somit auch den Abstieg in der Saison 1980/81 in die Amateur-Oberliga Südwest mit. Bruder Heinz wechselte danach zum KSV Hessen Kassel und blieb damit in der 2. Bundesliga. Ernst verhalf dagegen als zwischenzeitlicher Routinier in der Saison 1982/83 mit der Erringung der Meisterschaft im Südwesten vor dem FK Pirmasens und dem FC 08 Homburg der Landeshauptstadt zur Rückkehr in die 2. Bundesliga. In der Saison 1984/85 trug er mit zehn Einsätzen zum Erreichen des 3. Tabellenplatzes bei und damit zur Möglichkeit durch die Relegationsspiele gegen den Drittletzten der Fußball-Bundesliga den Aufstieg in die 1. Liga zu ermöglichen. Ernst Traser verteidigte in beiden Spielen gegen Arminia Bielefeld, sowohl beim 2:0-Sieg wie auch beim 1:1-Unentschieden und führte damit den 1. FC Saarbrücken zum zweiten Mal nach 1976 in die Fußball-Bundesliga. Zur Runde 1985/86 ließ er seine aktive Laufbahn beim FCA 04 Darmstadt im hessischen Amateurlager ausklingen.

### Amateurnationalmannschaft, 1972 bis 1978
Zusammen mit Bruder Heinz debütierte Ernst Traser beim ersten Länderspiel der DFB-Amateure nach den Olympischen Spielen 1972 in München am 6. Dezember 1972 in Hertogenbosch gegen Holland in der Amateurnationalmannschaft. Ebenfalls wie Heinz war er aktiv durch die Verwandlung eines Elfmeters am Erfolg beim UEFA Amateur Cup 1974 in Rijeka im April 1974 im Halbfinalspiel gegen Holland beteiligt. Ernst absolvierte alle sieben durchgeführten Amateurländerspiele des Jahres 1974. Im Jahr 1975 ragte sein Einsatz beim Olympia-Qualifikationsrückspiel in Barcelona gegen Spanien und die Chinareise im Juli heraus. Mit seinem 23. Einsatz beschloss er seine Laufbahn in der Amateurnationalmannschaft am 26. September 1978 in Bielefeld beim Spiel gegen die VR China. Es war gleichzeitig das Abschiedsspiel von Rekordnationalspieler Egon Schmitt, seinem langjährigen Vereins- und Amateurnationalmannschaftskollegen.